# Xã Tarkio, Quận Atchison, Missouri
Xã Tarkio (tiếng Anh: Tarkio Township) là một xã thuộc quận Atchison, tiểu bang Missouri, Hoa Kỳ. Năm 2010, dân số của xã này là 1.752 người.